# Хуліо Сезар Ромеро
Хуліо Сезар Ромеро (ісп. Romerito, нар. 28 серпня 1960, Луке) — парагвайський футболіст, півзахисник.
Насамперед відомий виступами за клуб «Флуміненсе», а також національну збірну Парагваю.
Дворазовий переможець Північноамериканської футбольної ліги. Володар Кубка Кубків УЄФА. Чемпіон Мексики. У складі збірної — володар Кубка Америки.

## Клубна кар'єра
У дорослому футболі дебютував 1977 року виступами за команду клубу «Спортіво Лукеньйо», в якій провів два сезони. 
Протягом 1980—1983 років захищав кольори команди клубу «Нью-Йорк Космос». За цей час виборов титул переможця Північноамериканської футбольної ліги.
Своєю грою за останню команду привернув увагу представників тренерського штабу клубу «Флуміненсе», до складу якого приєднався 1984 року. Відіграв за команду з Ріо-де-Жанейро наступні чотири сезони своєї ігрової кар'єри.
Згодом з 1988 по 1999 рік грав у складі команд клубів «Барселона», «Пуебла», «Спортіво Лукеньйо», «Олімпія» (Асунсьйон), «Спортіво Лукеньйо», «Депортес Ла-Серена», «Серро Кора» та «Спортіво Лукеньйо».
Завершив професійну ігрову кар'єру у нижчоліговому клубі «Серро Кора», у складі якого вже виступав раніше. Прийшов до команди 2000 року, захищав її кольори до припинення виступів на професійному рівні у 2003 році.

## Виступи за збірну
У 1979 році дебютував в офіційних матчах у складі національної збірної Парагваю. Протягом кар'єри у національній команді, яка тривала 12 років, провів у формі головної команди країни лише 32 матчі, забивши 13 голів.
У складі збірної був учасником чемпіонату світу 1986 року у Мексиці, розіграшу Кубка Америки 1979 року у різних країнах, здобувши того року титул континентального чемпіона, розіграшу Кубка Америки 1983 року у різних країнах, на якому команда здобула бронзові нагороди, розіграшу Кубка Америки 1987 року в Аргентині.

## Титули і досягнення

### Командні
- Переможець Північноамериканської футбольної ліги (2):

«Нью-Йорк Космос»:  1980, 1982
- Володар Кубка Кубків УЄФА (1):

«Барселона»:  1988-1989
- Чемпіон Мексики (1):

«Пуебла»:  1989–90
- Переможець Кубка Америки: 1979

### Особисті
- Футболіст року в Південній Америці: 1985